# Homopterus lunacarvalhoi
Homopterus lunacarvalhoi is een keversoort uit de familie van de loopkevers (Carabidae). De wetenschappelijke naam van de soort is voor het eerst geldig gepubliceerd in 1965 door Martinez & Jimenez-Asua.